# Portea kermesina
Portea kermesina är en gräsväxtart som beskrevs av Karl Heinrich Koch. Portea kermesina ingår i släktet Portea och familjen Bromeliaceae. Inga underarter finns listade i Catalogue of Life.

## Bildgalleri

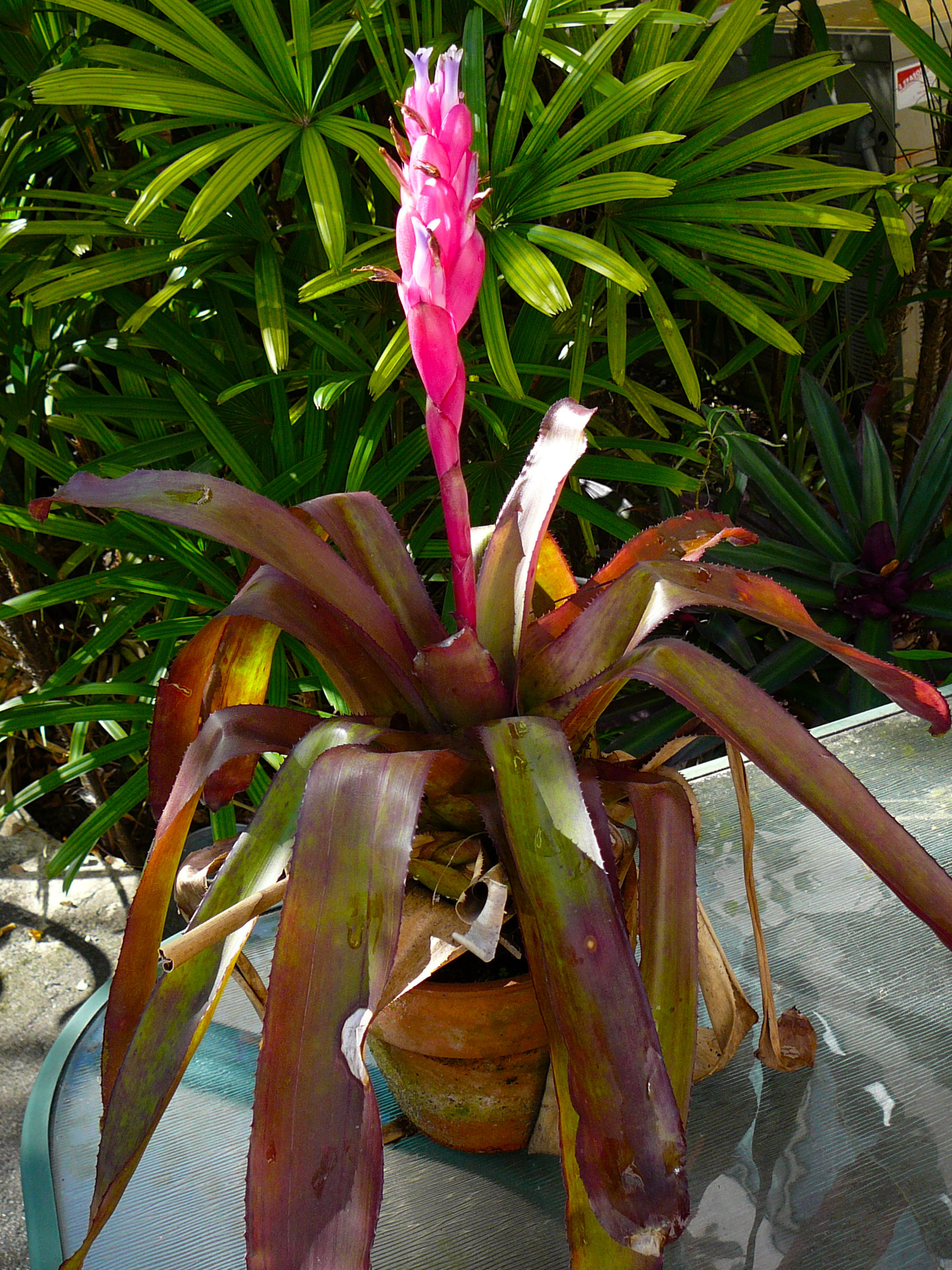
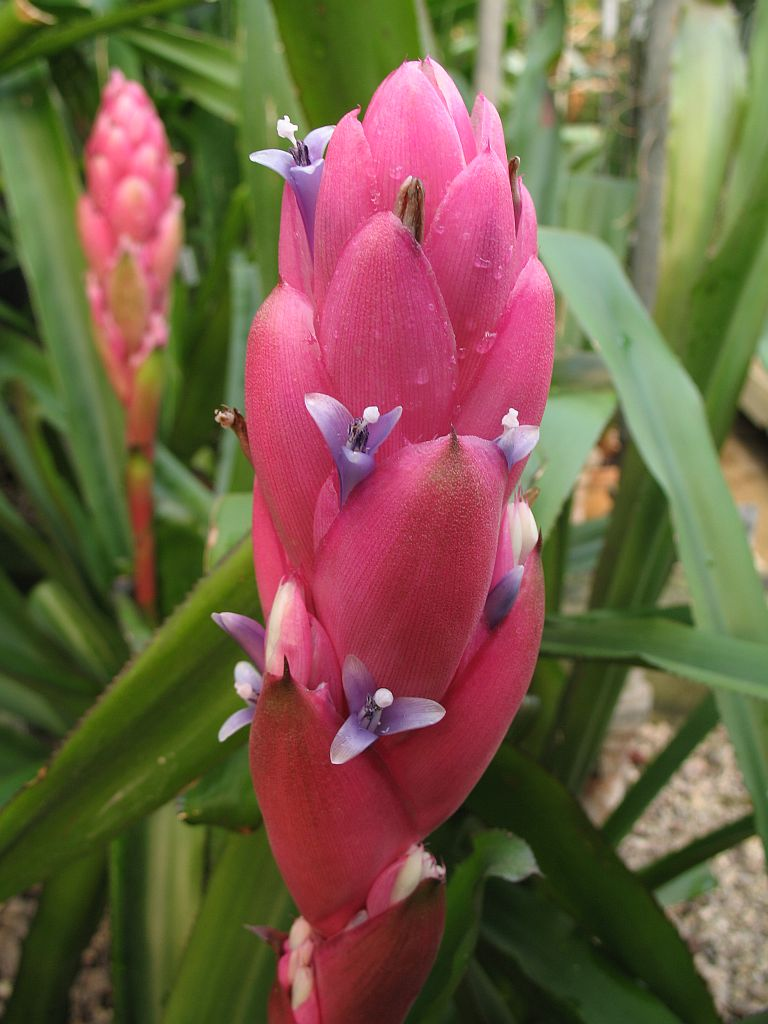
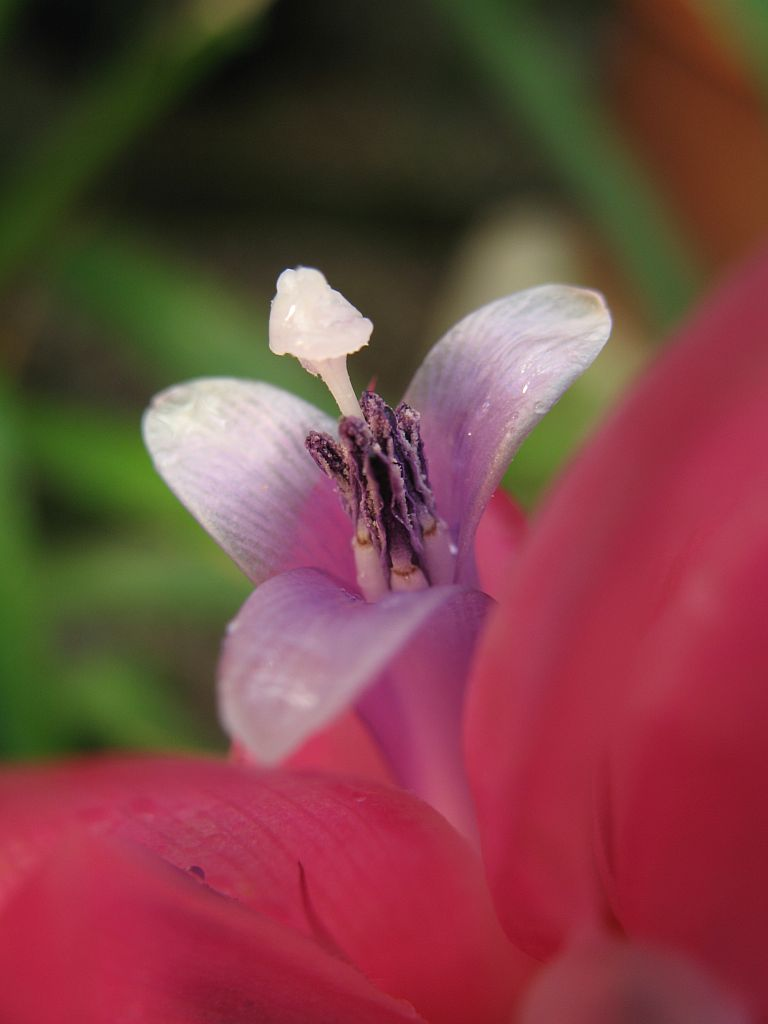
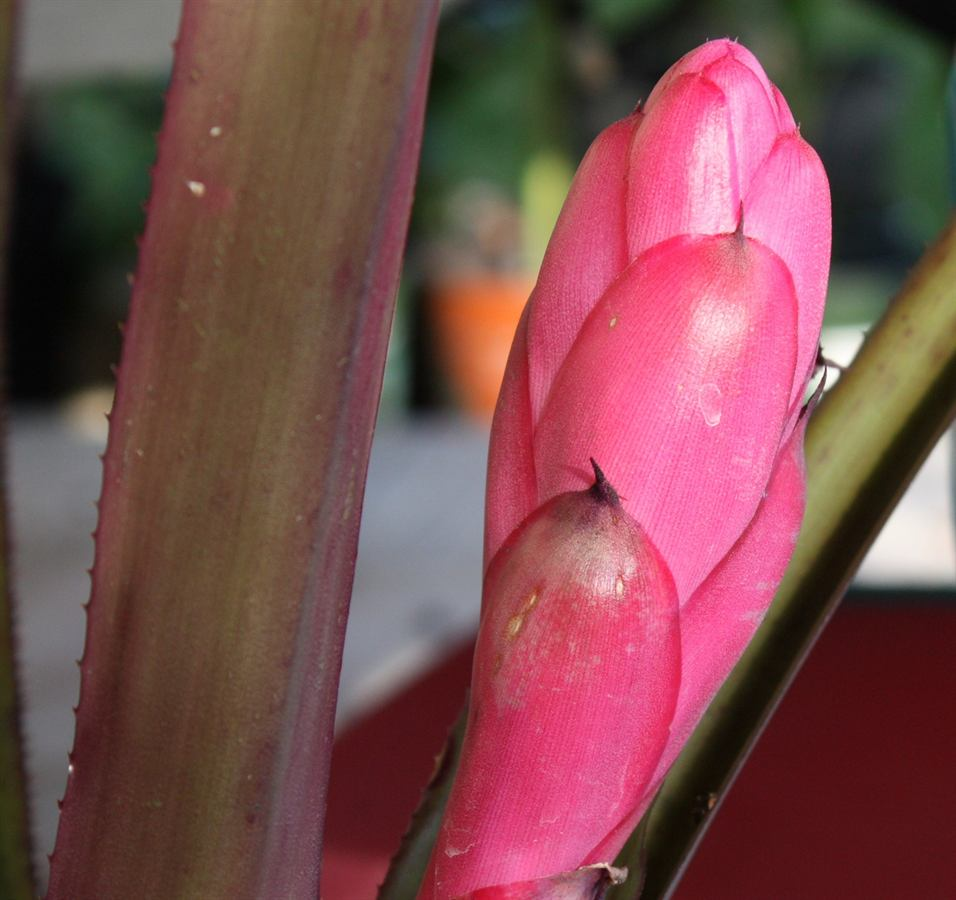